# Lois Gibson
Lois Gibson là một pháp y người Mỹ, đã được Sách Kỷ lục Guinness công nhận là họa sĩ vẽ tội phạm thành công nhất thế giới năm 2017. Nhờ những bức vẽ của Gibson mà tòa án buộc tội được hàng loạt tên tội phạm nguy hiểm. Gibson cũng xuất hiện trong chương trình truyền hình mang tên "Americas Most Wanted" (Tội phạm truy nã đặc biệt ở Mỹ) để vẽ phác thảo chân dung tội phạm.

## Đời tư
Gibson được sinh ra vào năm 1950. Bà có bằng Cử nhân Mỹ thuật của Đại học Texas tại Austin. Gibson đã kết hôn và có hai con.

## Sự nghiệp

### Họa sĩ pháp y
Gibson đến với nghề họa sĩ pháp y từ một biến cố vô cùng khủng khiếp trong cuộc đời. Năm 1972,  Lois Gibson chỉ mới 21 tuổi, đang theo đuổi bộ môn diễn xuất và khiêu vũ, Gibson từ Kansas tìm đến Los Angeles để nuôi mộng trở thành một diễn viên. Một đêm nọ, một gã đàn ông đến gõ cửa nhà cô và khi cô mở cửa, hắn tự xưng là một trong những hàng xóm của cô. Gã đàn ông đã bất ngờ đánh đập cô bất tỉnh rồi hiếp dâm và tiếp tục hành hạ cô đến gần chết. Tuy nhiên, vì quá xấu hổ nên cô không dám báo với cảnh sát, tuy nhiên cô vẫn nung nấu trong đầu ý tưởng tìm lại công lý cho bản thân mình.
Sau tai nạn, Lois Gibson lập tức rời Los Angeles và đến San Antonio để học khoa mỹ thuật Đại học Texas tại Austin. Lois Gibson cũng theo học một trường nha khoa và mặc dù việc học không khiến cô thấy hứng thú nhưng nó đã cung cấp cho cô những kiến thức hữu ích về cấu trúc hộp sọ phục vụ cho công việc sau này. Sau khi tốt nghiệp đại học, Lois Gibson bắt đầu hành nghề vẽ chân dung cho du khách tại các điểm du lịch. Bà đã từng giảng dạy tại Trung tâm An toàn Công cộng của Đại học Tây Bắc từ năm 1998.
Sau khi vẽ được khoảng 3.000 bức chân dung, năm 1989, Lois Gibson tự tin có đủ kỹ năng cần thiết để hành nghề họa sĩ vẽ tội phạm. Lois Gibson tìm đến văn phòng của Sở Cảnh sát Houston (Houston Police Department - HPD) tại Texas. Tài năng của Lois Gibson đã giúp cảnh sát xác định nhân dạng 751 tên tội phạm, đồng thời cung cấp bằng chứng quan trọng cho 1266 vụ án (tính đến năm 2012).

### Hoạt động khác
Lois Gibson thành lập một trường gọi là Viện Nghệ thuật Pháp y và đào tạo trung bình 20 học viên những kỹ năng vẽ chân dung với hy vọng ngày sẽ càng có thêm nhiều họa sĩ phục vụ cho các sở cảnh sát khắp nước Mỹ.
Gibson còn đào tạo họa sỹ vẽ tội phạm đầu tiên cho Israel tên là Gil Gibli 
Lois Gibson còn được mời giảng dạy một khóa học kéo dài 1 năm tại Trung tâm An ninh công cộng Đại học Northwestern và bà xuất bản cuốn sách huấn luyện dày 422 trang "Forensic Art Essentials" (Những điều cốt lõi của nghệ thuật pháp y).
Bà Gibson cũng thường tổ chức những buỗi diễn thuyết về nghề nghiệp của mình.
Lois Gibson cũng là đồng tác giả với Deanie Francis Mills trong cuốn sách "Faces of Evil" (Những gương mặt ác quỷ). Năm 2010, Lois Gibson xuất bản cuốn tự truyện về cuộc đời nghệ sĩ pháp y của mình, tựa đề "The Times of My Life" (Những dấu mốc thời gian trong cuộc đời).
Năm 2018, Lois Gibson đã làm việc với ngôi sao phim người lớn Stormy Daniels để tạo ra một bản phác thảo tổng hợp về một nghi phạm mà Stormy Daniels cáo buộc đe dọa cô năm 2011 tại một bãi đậu xe ở Las Vegas để giữ im lặng về mối quan hệ của cô với Tổng thống Donald Trump.
Mặc dù tuổi tác đã cao, Lois Gibson cho biết bà chưa có kế hoạch về hưu mà vẫn tiếp tục vẽ chân dung tội phạm cho đến khi nào sức khỏe và trí tuệ còn cho phép. Lois Gibson tự tin mình đã "làm công việc tốt đẹp nhất trên thế giới" bởi vì bà đã giúp mang lại công lý cho các nạn nhân và bắt những kẻ xấu vào tù.